# 黃順姬
黃順姬（朝鲜语：／，1919年5月3日—2020年1月17日），北韓女性政治人物，游擊隊派人，任職朝鮮革命博物館館長、朝鮮勞動黨中央委員會候補委員及最高人民會議代議員。據報，由於她是北韓首任最高領導人金日成的親信，因此，她在北韓政壇中有舉足輕重的地位。

## 生平
黃順姬的出生地有两种说法，但都位於今天的中朝边界地区。一是，吉林省和龙县或延吉县（今皆属延边朝鮮族自治州，朝中社官方用词是延吉县和龙里）。二是，韓國聯合通訊社指在日占朝鲜的咸镜北道。中国抗日战争期间，与当时在中国东北的诸多类似，1935年11月，黃順姬與丈夫柳京洙參與。，並擔當金日成的護士，因而成為金日成的親信。
1945年日本无条件投降后，黃順姬與金日成等人返回朝鮮半島，並一同成立北韓政權。1956年3月，她先出任兩江道朝鮮民主女性同盟委員會委員長。翌年，當選為最高人民會議代議員。1965年，她被委派到朝鮮革命博物館工作，並同時成為黨中央委員會委員長。兩年後，第二度當選為代議員。1969年，黃順姬被提拔為朝鮮民主女性同盟的中央委員會委員。兩年後，晉升為中央書記。1973年，被任命為朝鮮革命博物館的書記。1977年，晉升為民主女性同盟的副委員長。1979年，獲劳动英雄稱號。1982年，先當選代議員，又獲金日成勛章。1990年，升為革命博物館館長。
1994年7月，金日成離世，黃順姬被繼任人金正日列入為治葬委員會的委員。之後，黃順姬繼續扮演舉足輕重的角色，她在1998年和2003年再次成為代議員。儘管在2010年她退為黨中央委員會的候補委員，以及金正日在隨後一年去世，黃順姬仍受到第三任領導人金正恩的重視，在2013年拜祭金日成的儀式中，她坐在金正日的妹妹金敬姬的位席。
1961年9月当选党中央候补委员，1966年10月至2010年9月当选党中央委员，1962年第三届最高人民会议开始当选议员。
2014年3月，再出任代議員。2020年1月17日10时20分病逝，享嵩壽100歲。

## 資料來源
1. 1 2 3  "韓媒解讀朝鮮大會主席台：金正恩「衛隊」坐鎮" （页面存档备份，存于） 《大公報》 2014 1 6
2. 1 2 3 4  . 朝鲜中央通讯社. 2020-01-18  [2023-01-23]. （原始内容存档于2023-01-23）.
3. 1 2 3 4 5  .   [2014-05-08]. （原始内容存档于2022-08-13）.
4. ↑  . 東亞日報. 2020-01-18  [2020-01-18]. （原始内容存档于2020-01-18）.